# Mostrativo
Em linguística e gramática, os mostrativos ou demonstrativos são palavras que indicam ou especificam, de forma dêitica ou anafórica, a que entidades o falante se refere em seu discurso.
A classe, proposta pela primeira vez na gramática da língua portuguesa por Ataliba de Castilho em 1993, agrupa as palavras tradicionalmente classificadas como pronomes demonstrativos, pronomes pessoais de terceira pessoa e artigos definidos. Dentre as motivações para agrupá-las em uma única classe gramatical estão, além das funções afins no discurso, o fato de elas não concorrerem (uma não pode estar onde já está a outra) e o fato de se originarem da mesma classe gramatical do latim, a dos demonstrativos.

## Funções
Os mostrativos têm a função primordial de "mostrar", em partes do discurso, objetos pertinentes ao mesmo, quer estejam no ambiente que envolve o falante e/ou o ouvinte, apontando para um objeto do mundo (Esta casa é muito bonita!) ou no próprio universo do discurso, apontando para um termo citado em outra parte do texto (ao comprar a casa, foi fundamental que esta fosse bem localizada). A primeira função, para fora do texto, é chamada dêixis; a segunda, anáfora.
Além disso, eles podem funcionar como determinantes, com função adjetiva:
quando ele dá uma definição, depende se a definição / essa  definição / aquela definição / tal definição é mera cópia ou se é uma elaboração própria.
ou como pronomes, com função substantiva:
quando ele dá uma definição, depende se ela / essa / aquela / a mesma é mera cópia ou se é uma elaboração própria.
Por fim, os mostrativos podem exercer os papéis sintáticos de sujeito, objeto direto, objeto indireto ou complemento oblíquo.

## Tipos

### Pronomes demonstrativos
Trata-se do principal grupo de mostrativos, usados tanto como índices dêiticos quanto como proformas anafóricas (deste uso vem sua classificação tradicional como 'pronome'). Classicamente se classificam em três níveis de distância:
1. Proximais ou de Primeira Pessoa: este(s), esta(s), isto
2. Mediais ou de Segunda Pessoa: esse(s), essa(s), isso
3. Distais ou de Terceira Pessoa: aquele(s), aquela(s), aquilo

Essas três classes derivaram dos demonstrativos latinos – respectivamente, dos demonstrativos mediais (iste, ista, istud), reflexivos (ipse, ipsa, ipsum) e distais (accu-ille, accu-illa, accu-illud).
Hoje em dia, é consensual que tais distinções de pessoa se enfraqueceram em português e, portanto, não são mais seguidas à risca. No entanto, os três níveis de distância sobreviveram nos advérbios de lugar (aqui / aí / lá), que passaram a ser usados junto com os demonstrativos, para indicar a distância: Esse carro aí é seu? ; Essa aqui é a minha casa!.

### Artigos
Também fazem parte da classe dos mostrativos os artigos definidos e pronomes oblíquos de terceira pessoa: o(s), a(s). Eles derivaram dos demonstrativos latinos distais no acusativo (illum, illam → lo, la).
Os artigos definidos são marcadores necessariamente associados aos substantivos, que exercem principalmente uma função identificatória (para referir-se a nomes já mencionados ou a nomes universalmente conhecidos) ou classificatória (pois qualquer palavra, precedida de artigo, torna-se substantivo: o bem, o três, o porquê, etc.).Quando identificadores, eles atuam de forma dêitica, apontando para objetos conhecidos (o Brasil, a Lua, etc.), ou de forma anafórica, retomando nomes já mencionados (Era uma vez uma bela rainha. Certo dia, a rainha / aquela rainha / tal rainha ficou muito doente).
Os pronomes oblíquos de terceira pessoa possuem a mesma origem que os artigos definidos, assumindo a função substantiva de substituir um nome já mencionado (pronome): O rei se chamava João; um dia um dragão devorou o rei / devorou-o.

### Pronomes de Terceira Pessoa
Os pronomes de terceira pessoa são ele (eles), ela (elas), lhe, além dos mencionados o (os), a (as). Ao contrário dos pronomes retos de primeira e segunda pessoa, já existentes na língua latina como índices dêiticos específicos, os pronomes de terceira pessoa derivaram todos dos demonstrativos distais latinos no nominativo (ille, illa → ele, ela), acusativo (illum, illa → o, a) e dativo (ille → lhe). Além disso, diferente dos índices de primeira e segunda pessoa, os de terceira pessoa atuam de forma principalmente anafórica e substantiva, substituindo termos já citados.